# Chrobry (powieść)
Chrobry – powieść historyczna Walerego Przyborowskiego wydana w roku 1889, której akcja rozgrywa się w czasach Bolesława Chrobrego, pierwszego koronowanego króla Polski.
Autor ukazał w niej postać Chrobrego w okresie wzrastającej potęgi i ambitnych planów. Zdaniem krytyków powieść zawiera sporo materiału poznawczego i ciekawych rysów obyczajowych.